# Балка Довга (притока Грушівки)
Балка Довга — балка (річка) в Україні у Солонянському районі Дніпропетровської області. Ліва притока річки Грушівки (басейн Дніпра).

## Опис
Довжина балки приблизно 3,97 км, найкоротша відстань між витоком і гирлом — 3,80 км, коефіцієнт звивистості річки — 1,05. Формується декількома струмками та загатами. На деяких ділянках балка пересихає.

## Розташування
Бере початок у селі Грушівка. Тече переважно на північний схід і біля села Березнуватівка впадає в річку Грушівку, праву притоку річки Мокрої Сури.

## Цікаві факти
- У XX столітті на балці існували молочно-тваринна ферма (МТФ) та газова свердловина[2], а у XIX столітті — декілька вітряних млинів[1].